# Romanogobio antipai
Espèce
Statut de conservation UICN

 EX  : Éteint
Romanogobio antipai est une espèce éteinte de poissons de la famille des Cyprinidae. Elle était endémique du Danube en Roumanie et en Ukraine. Cette espèce a été enregistrée pour la dernière fois dans les années 1960. Depuis plusieurs études ont été menées sur son aire de répartition mais aucune n'a permis de la retrouver. On ignore les raisons de sa disparition.

## Systématique
Le nom valide complet (avec auteur) de ce taxon est Romanogobio antipai (Bănărescu, 1953).
Le protonyme de ce taxon est : Gobio kessleri antipai Bănărescu, 1953
Romanogobio antipai a pour synonyme :
- Gobio kessleri antipai Bănărescu, 1953
- Gobio kesslerii antipai Bănărescu, 1953

## Étymologie
Son épithète spécifique, antipai, lui a été donnée en l'honneur du zoologiste roumain Grigore Antipa (1867-1944), qui a recueilli le spécimen type.

## Publication originale
- (ro) Petre Mihai Bănărescu, « Variaţia geografică, filogenia şi ecologia cyprinidului Gobio kessleri » [« Variation géographique, phylogénie et écologie du cyprinidé Gobio kessleri »], Studii şi Cercetări Ştiinţifice, Academia Republicii Populare Romăne, Roumanie, vol. 4, nos 1-2,‎ 1953, p. 297-337 (ISSN 1220-2681).